# James Anthony Griffin
James Anthony Griffin (ur. 13 czerwca 1934 w Fairview Park, Ohio) – amerykański duchowny katolicki, biskup Columbus w latach 1983-2004.

## Życiorys
Ukończył seminarium duchowne w Cleveland. 28 maja 1960 przyjął sakrament święceń kapłańskich z rąk ówczesnego biskupa pomocniczego Cleveland Johna Krola. W roku 1963 uzyskał licencjat z prawa kanonicznego na Uniwersytecie Laterańskim w Rzymie z wynikiem magna cum laude. Po powrocie do kraju pracował w kurii diecezjalnej, a także kontynuował studia na Uniwersytecie Stanowym w Cleveland, który ukończył w roku 1972 doktoratem z prawa cywilnego (z wynikiem summa cum laude). W latach 1973–1978 kanclerz diecezji Cleveland. W 1978 roku objął obowiązki wikariusza generalnego tejże diecezji.
30 czerwca 1979 papież Jan Paweł II mianował go biskupem pomocniczym Cleveland ze stolicą tytularną Hólar.  Sakry udzielił mu ówczesny zwierzchnik diecezji bp James Hickey.
4 lutego 1983 został wyznaczony na biskupa diecezjalnego sąsiedniej diecezji Columbus. Z funkcji tej zrezygnował 14 sierpnia 2004 z powodów zdrowotnych (pogłębiające się zapalenie stawów).